# Cordiali saluti
(da Cordiali saluti)
Cordiali saluti è un romanzo scritto da Andrea Bajani, edito per la prima volta nel 2005.
La storia, ambientata in Italia ai giorni nostri, è raccontata in prima persona da un dipendente di una grossa azienda, il cui compito è quello di scrivere le lettere di licenziamento con cui vengono congedati i suoi colleghi.
Il libro è stato tradotto in francese, tedesco e spagnolo.

## Trama
Carlo Simoni, direttore vendite di una grossa azienda, viene licenziato. Tra i suoi compiti c'era sempre stato quello di scrivere le lettere di licenziamento per i dipendenti, ma ora che è stato "silurato" tale incombenza è passata a un suo collega più giovane (di cui non viene mai rivelato il nome). Il nuovo scrittore di lettere di licenziamento compone dei congedi splendidi, raffinati, delle piccole opere d'arte. Un giorno, lo scrittore di lettere di licenziamento viene invitato a cena a casa di Carlo, e qui scopre la situazione critica in cui vive l'ex-direttore vendite: oltre ad aver perso il posto di lavoro, Carlo ha scoperto di avere la cirrosi epatica (sebbene sia astemio) ed è in lista di attesa per un trapianto di fegato; inoltre la moglie di Carlo lo ha lasciato, cosicché è lui a doversi occupare dei due figlioletti, Martina e Federico. Lo scrittore di lettere di licenziamento si lega subito ai due ragazzini e, con il ricovero di Carlo in ospedale, è lui a prendersi cura di Martina e Federico. Il tempo passa, ma Carlo non guarisce e di lì a poco muore, e i suoi figli vanno a vivere con la loro madre. Il direttore del personale dell'azienda chiede al protagonista di scrivergli il discorso che leggerà in chiesa il giorno del funerale di Carlo. Lo scrittore di lettere di licenziamento fa ciò che gli viene chiesto, ma rifiuta di partecipare al funerale: così, mentre il direttore del personale legge le sue belle parole, lui è già in aereo, diretto verso una destinazione sconosciuta.

## Edizioni
- Andrea Bajani, Cordiali saluti, Torino, Einaudi, 2005
- Andrea Bajani, Cordiali saluti, prefazione di Ascanio Celestini, Torino: Einaudi, 2008